# Xylopia ochrantha
Xylopia ochrantha Mart. – gatunek rośliny z rodziny flaszowcowatych (Annonaceae Juss.). Występuje endemicznie we wschodniej części Brazylii, w stanach Bahia, Espírito Santo oraz Rio de Janeiro. 

## Morfologia
PokrójZimozielone drzewo lub krzew dorastające do 22 m wysokości.
LiścieMają eliptyczny kształt. Mierzą 7 cm długości oraz 2,5–3,5 szerokości. Liść na brzegu jest całobrzegi. Wierzchołek jest tępy.
KwiatySą pojedyncze. Rozwijają się w kątach pędów. Mają 6 żółtych płatków. Słupków jest 10.

## Biologia i ekologia
Rośnie w lasach. Występuje na terenach nizinnych